# Norman Foster
Norman Foster, Barão Foster do Tâmisa OM, RIBA (Stockport (Inglaterra), 1 de junho de 1935) é um renomado arquiteto inglês, conhecido mundialmente pelo seu estilo ousado de desenhar prédios importantes, principalmente na Europa e na Ásia, e pela sua preocupação com o meio ambiente.

## Vida
Norman Foster nasceu na região de Stockport (Inglaterra), numa família de origem humilde. Sempre se destacou como um aluno aplicado e por seu excelente desempenho nas escolas onde estudou e desde cedo demonstrou certo interesse pela arquitetura, principalmente pelas obras de Frank Lloyd Wright, Ludwig Mies van der Rohe e Le Corbusier.
Mas teve de abandonar os estudos aos 16 anos de idade para trabalhar no Manchester City antes de se alistar na RAF. Depois disso, Foster estudou arquitetura da Universidade de Manchester, graduando-se em 1961. Mais tarde se tornou amigo de Richard Rogers, seu futuro parceiro comercial, na Universidade de Yale onde concluiu seu mestrado. Retornou ao Reino Unido em 1962 e se tornou um dos maiores arquitetos da Europa.

## Atualmente
Hoje, a Foster and Partners é conhecida mundialmente pelo estilo de arquitetura arrojada e por concretizar obras e restaurações dos prédios pertencentes aos órgãos do governo de diferentes países, utilizando sistemas inteligentes de projeto como, por exemplo, computadores.
Com 84 anos de idade, Norman Foster já declarou que não pensa em se aposentar, sendo que ele representa 85% das ações da Foster and Partners com uma fortuna avaliada entre 100 a 200 milhões de libras esterlinas.

## Reconhecimento
Foster foi condecorado com a Ordem do Mérito em 1997 e em 1999 foi feito elevado à condição de Barão, sendo conhecido atualmente como Barão Foster do Tâmisa. É também o segundo arquiteto britânico a ganhar o Prémio Stirling duas vezes, sendo a primeira vez pelo Museu Imperial de Duxford em 1998 e a segunda pelo 30 St Mary Axe em 2004.  Em 2009 foi premiado com o Prémio Príncipe das Astúrias.

## Principais obras

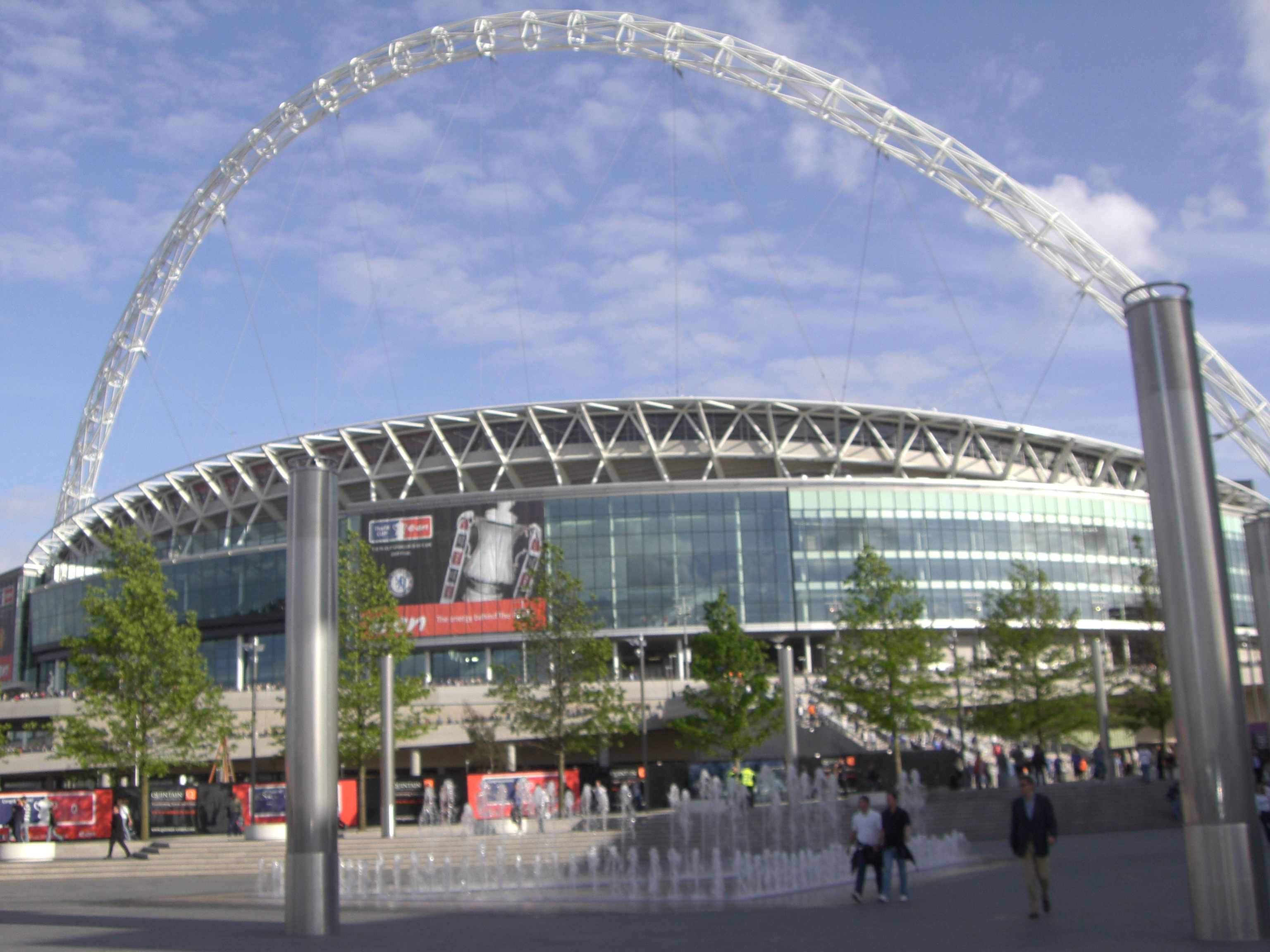
Estádio de Wembley.

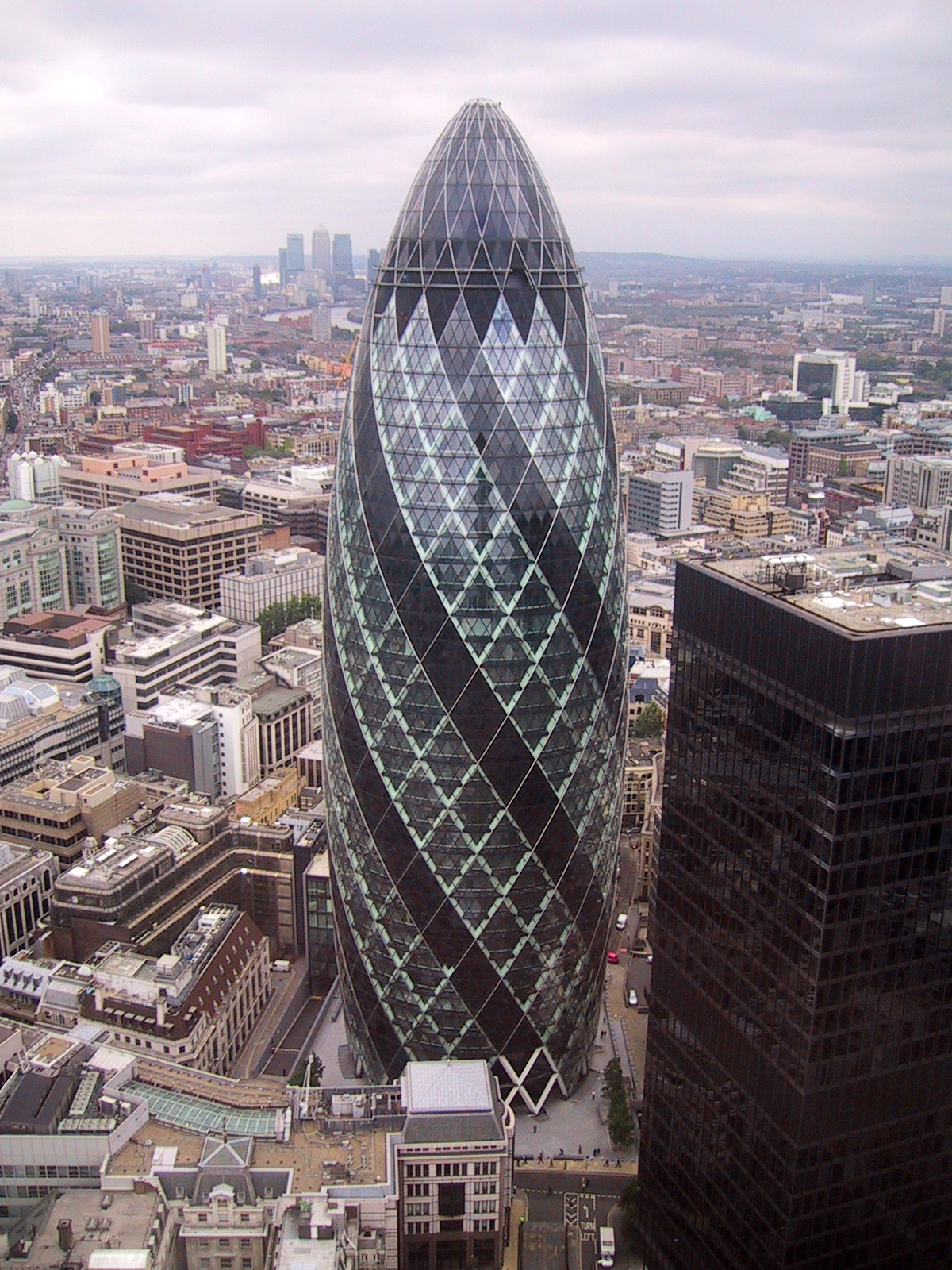
30 St Mary Axe.

### Alemanha
- Renovação do Reichstag (Berlim, 1999)
- Commerzbank Tower (Frankfurt am Main)
- Pavilhão desportivo de Höchst (Frankfurt am Main)
- Biblioteca da Universidade Livre de Berlim (Berlim)
- ARAG Tower (sede de ARAG) em Dusseldorf

### China
- Ampliação do Aeroporto Internacional de Pequim (2007)
- Torre HSBC (Hong Kong)
- Aeroporto Internacional de Hong Kong

### Espanha
- Torre de Collserola, Sierra de Collserola (Barcelona)
- Metro de Bilbau (Bilbau)
- Ponte das Artes (Valência)
- Palácio de Congressos (Valência)

### França
- Carré d'Art (Nîmes, 1984-1993)
- Viaduto Millau (Millau, 1993-2005)

### Reino Unido
- Centro das Artes Visuais Sainsbury, Universidade de East Anglia (Norwich)
- Central de distribuição da Renault (Swindon)
- Aeroporto de Stansted
- Cobertura do pátio interior do Museu Britânico (Londres)
- Ponte do Milênio (Millennium Bridge) (Londres, 1999)
- 8 Canada Square (Londres, 1999-2002)
- 30 St Mary Axe, sede principal da Swiss Re (Londres, 1997-2004)
- Estádio de Wembley (Londres, 2004-2006)
- Prefeitura de Londres (2002)

### Estados Unidos
- Torre Hearst (Nova Iorque, 2006)
- Apple park (Cupertino, 2011)